# Jean-Paul Brunet
Pour les articles homonymes, voir Brunet.
Jean-Paul Brunet, né le 3 novembre 1938, est un historien français du temps présent, spécialisé d'abord dans le socialisme et le communisme en France, puis dans la recherche sur la vie sociale et politique de la France au XXe siècle. Il s'est également intéressé aux violences policières en France pendant la guerre d'Algérie.

## Carrière universitaire
Jean-Paul Brunet intègre l'École normale supérieure (ENS) en 1959 et est reçu à l'agrégation d'histoire en 1963. Successivement assistant, maître-assistant puis maître de conférence à la Sorbonne jusqu'en 1979, il soutient en 1978 sa thèse de doctorat d'État intitulée Une banlieue ouvrière : Saint-Denis (1890-1939). Problèmes d'implantation du socialisme et du communisme.
Il est professeur d'histoire contemporaine à l'Université d'Orléans entre 1980 et 1988, à l'université de Paris VIII-Saint-Denis entre 1988 et 1995, puis à l'université Paris IV-Sorbonne ; il est également directeur du Département d'histoire de l'ENS entre 1995 et 2002.
Après sa thèse, Jean-Paul Brunet publie plusieurs ouvrages relatifs au communisme français et à ses dissidences, dont une biographie de Jacques Doriot, passé du communisme au fascisme. Il s’attache aussi à l’histoire du socialisme, ainsi qu’à celle de la police dont il étudie certains rouages opaques (les indicateurs et les provocateurs) à travers les XIXe et XXe siècles.
Ses recherches sur la vie politique et sociale de la France le conduisent à publier de nombreux articles tirés d’interventions effectuées lors de colloques (le RPF, de Gaulle, Pompidou, Monnerville), ainsi qu’une biographie de Gaston Monnerville, président du Conseil de la République puis du Sénat de 1947 à 1968, dont il a été un collaborateur dans sa jeunesse.
Enfin, Jean-Paul Brunet dirige une grande enquête interuniversitaire relative aux conseillers municipaux des villes de France au XXe siècle, qui comporte une série d'études sur des villes et quelques partis dominants, mais s'attache aussi, grâce à l'outil informatique, à la personnalité et à la carrière des conseillers municipaux.

## Histoire totale d'une ville «rouge»
Jean-Paul Brunet a consacré sa thèse de doctorat d'État à une histoire "totale" (l'événementiel et les structures) de la ville de Saint-Denis, de 1890 à 1939. Il en a tiré deux ouvrages : Saint-Denis, la ville rouge (1890-1939), publié en 1980 ; et Un demi-siècle d’action municipale à Saint-Denis la Rouge. 1890-1939, publié en 1981.
Longtemps ville la plus peuplée de la banlieue avec une écrasante majorité d'ouvriers, Saint-Denis est très homogène socialement (elle n'a pas de vrai quartier bourgeois), ce qui donne une grande force au mouvement ouvrier. Jean-Paul Brunet étudie l'évolution politique de la ville qui donne d'abord ses voix aux radicaux et même aux boulangistes avant de se rallier à un socialisme marqué par l'absence des guesdistes et la faiblesse des structures syndicales. Les socialistes blanquistes gagnent la municipalité en 1892 mais la perdent dès 1896. Ce sont des "braillards" dit Brunet.
Une nouvelle génération reconquiert la mairie en 1912 qui passe au communisme en 1920. Jacques Doriot est maire de 1931 à 1937. Cette histoire est très conflictuelle : discordes entre conseillers municipaux et section du PCF, dissensions internes au PCF lui-même et départs récurrents de dirigeants. Malgré tout, et même si une partie de l'électorat ouvrier vote en faveur de l'extrême-droite (Redressement français d'Ernest Mercier), la force du PCF, selon Jean-Paul Brunet, tient à ce que "le Parti est essentiellement axé sur l'Hôtel de ville".

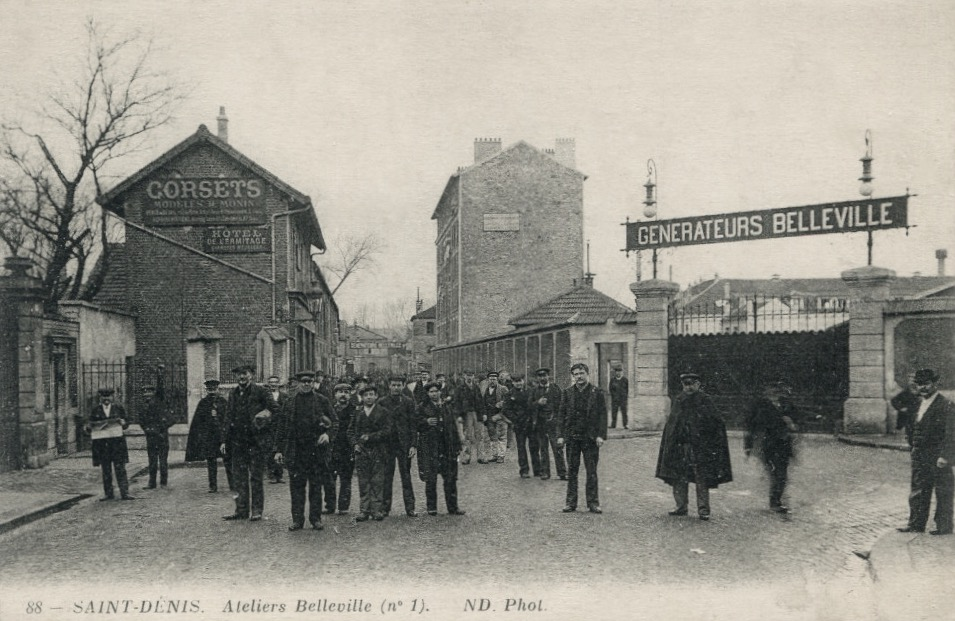
Saint-Denis, ateliers Belleville

L'historien Maurice Agulhon a relevé que : "Brunet prend beaucoup de soins, dans sa conclusion, à démêler avec précisions et nuances cette dialectique du social et de l'individuel (...) Dans le social lui-même, la composition économique de la population et sa pauvreté ne sont pas les seuls facteurs stables. On est des ouvriers pauvres, mais on est aussi les ouvriers de Saint-Denis, une ville-phare, une ville qui a une réputation de classe aiguisée ; et l'on est encore une municipalité ouvrière, c'est-à-dire un réseau d'institutions et d'œuvres familières et utiles ; ce sont autant de facteurs de stabilité qui assurent la permanence de l'engagement rouge fondamental".
Jean-Paul Brunet a poursuivi son étude des banlieues avec la direction d'un travail collectif : Immigration, vie politique et populisme en banlieue parisienne : fin XIXe – XXe siècles (1995). L'ouvrage propose une approche diachronique face à la "surchauffe médiatique" et au déficit scientifique relatifs à la combinatoire banlieue-immigration multiforme-chômage-drogue-populisme.

## Communisme et fascisme français
Le laboratoire historiographique de l'étude de la « ville rouge » met Jean-Paul Brunet au contact des grands courants politiques qui structurent la vie politique française dans l'entre-deux-guerres : socialisme, communisme, nationalisme, fascisme. Il en tire quatre ouvrages dont le majeur Jacques Doriot. Du communisme au fascisme (1986) qui focalisait, à lui seul en l'espace d'un quart de siècle, toutes ces idéologies. L'itinéraire de ce "transfuge", passé d'un extrême à l'autre, soulève d'apparents paradoxes que certains historiens de gauche refusaient d'aborder.

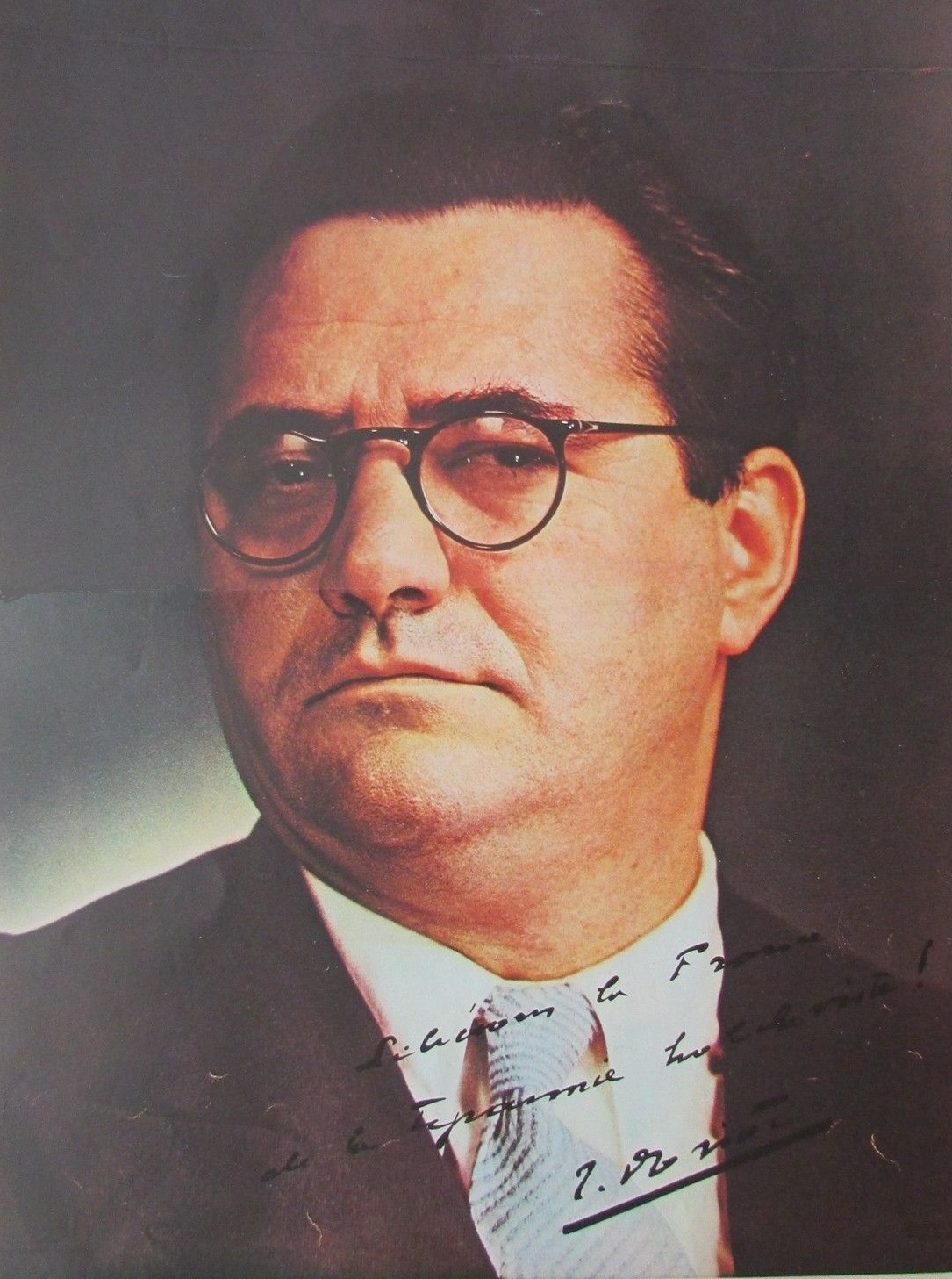
Jacques Doriot.

Jacques Doriot (1898-1945), ancien combattant décoré de la croix de guerre, démobilisé de l'armée d'Orient en 1920, adhère au Parti socialiste à Saint-Denis. Jean-Paul Brunet retrace une fulgurante ascension vers les responsabilités, puisqu'en 1921 Doriot représente les Jeunesses communistes à Moscou, fréquente Lénine et Trotsky et les dirigeants de l'Internationale communiste. Anti-militariste condamné à la prison, propagandiste révolutionnaire éloquent et charismatique, élu député de Saint-Denis en 1924, orateur anti-colonialiste à la Chambre pendant la guerre du Rif, membre du Bureau politique du PCF, sa trajectoire s'arrête en 1934. Doriot est exclu du PCF pour indiscipline car il était partisan d'un rapprochement avec les socialistes. Dans cette phase militante, Doriot s'est imprégné d'une mentalité de rupture avec « l'ordre bourgeois » et du sentiment d'appartenir à une contre-société dont il est l'un des catalyseurs ambitieux.
En juin 1936, un nouveau Doriot émerge avec la fondation du Parti populaire français (PPF). Jean-Paul Brunet qualifie ce parti de « fasciste ». « Seul vrai parti fasciste français », selon lui. L'historien accompagne la carrière de Doriot jusqu'au bout : collaborationnisme, pro-nazisme, mort à 46 ans sous les balles d'un avion de chasse.
L'universitaire Jean-Luc Pinol propose ce résumé de la thèse défendue dans Jacques Doriot. Du communisme au fascisme : « Pour Jean-Paul Brunet, les raisons de la dérive du député-maire de Saint-Denis ne font pas de doute : les méthodes apprises dans les coulisses de l'Internationale ont été mises en pratique au service de l'Allemagne hitlérienne. « Jusqu'au bout, Doriot resta un bolchévique. La lutte à mort entre le communisme et le fascisme, entre le PCF et Doriot, eut pour effet de masquer ce cousinage idéologique et politique. Pour le PCF, le spectacle de la déchéance du “renégat” devait opportunément venir occulter cette compromettante parenté » avant de marquer ses réserves sur cette explication passe-partout . Pour Claude Lévy, Jean-Paul Brunet est parvenu, grâce à son travail sur les archives, à renouveler considérablement les travaux publiés ""e là.

## Polémiques autour de la répression du 17 octobre 1961
Au moment de l'ouverture du procès de Maurice Papon, en octobre 1997, le ministre de l'intérieur Jean-Pierre Chevènement décide d'ouvrir les archives de la préfecture de police concernant la période de la guerre d'Algérie sans attendre le délai normal de soixante ans. Après un rapport sur ces archives effectué par le conseiller d'État Dieudonné Mandelkern, Jean-Paul Brunet est l'un des trois historiens autorisés à travailler sur ces archives qui deviennent en quelque sorte son domaine privilégié, mais qui sont aujourd'hui totalement ouvertes aux chercheurs.
Il en est résulté un ouvrage Police contre FLN. Le drame d'octobre 1961 paru en 1999 , revoyant à la baisse le nombre de morts consécutifs au massacre du 17 octobre 1961 et provoquant une polémique durable, notamment avec Jean-Luc Einaudi que Jean-Paul Brunet qualifie d'« historien amateur », d'« hagiographe du FLN » et de « supporter de régimes répressifs ».
Le débat reste ouvert,,. La controverse porte sur le statut des archives, notamment policières, et sur le nombre de morts lors de la répression de la manifestation du 17 octobre 1961. Lors du procès Papon en 1997, Jean-Luc Einaudi a présenté une liste de 73 tués dont 17 sont morts le jour même, 28 antérieurement à la manifestation, 10 postérieurement, et 18 à une date indéterminée . De son côté, Jean-Paul Brunet a établi le nombre de morts entre 30 et 50.
Claude Liauzu a qualifié Jean-Paul Brunet d'« historien patenté » de la préfecture de police, en raison, selon lui, d'un manque de critique envers les forces de l'ordre (également relevé par House et Macmaster). Cette dernière imputation est contredite par l'historien Guy Pervillé évoquant les recherches de Jean-Paul Brunet : « ...la police, dont il souligne les dérives répressives, et même de droit commun dans certains cas. Il décrit avec des exemples précis ces dérives policières (vols, extorsions de fonds et destruction des papiers d’identité), et admet l’éventualité d’expéditions punitives de « commandos para-policiers » en dehors des heures de service ».
L'historien Serge Berstein a noté le décalage entre la teneur de Police contre FLN et les réactions virulentes qu'il a pu susciter : « Curieusement cet ouvrage, sévère pour la police comme pour le préfet Papon, mais qui montre également comment le terrorisme du FLN suscite chez les policiers crainte et haine, a provoqué une polémique, difficilement compréhensible, de la part d’historiens militants pour qui la confrontation des sources n’est certes pas la vertu essentielle du métier d’historien ».

## Publications

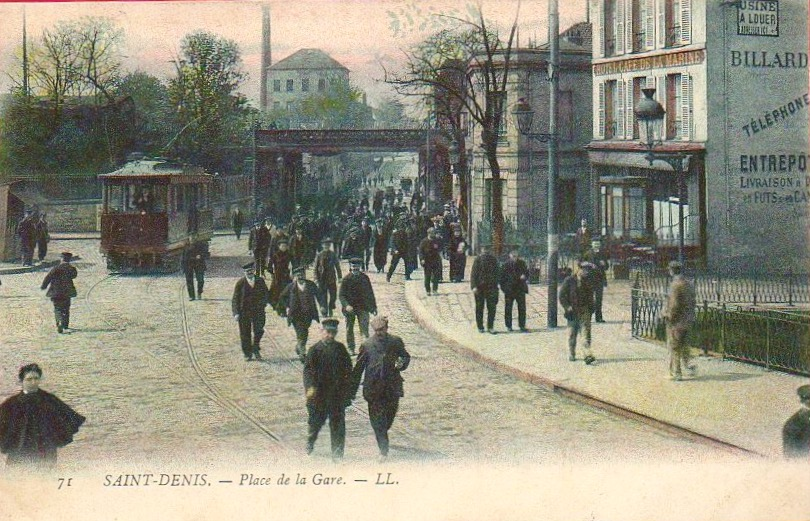
Saint-Denis, sortie d'usine.

- Explications de textes historiques. De la Révolution au XXe siècle, A.Colin, 1970, en collaboration avec Alain Plessis.
- Introduction à l'histoire contemporaine, A.Colin, 1972, en collaboration avec Alain Plessis.
- L'enfance du Parti communiste (1920-1938), PUF, 1972.
- D’une guerre à l’autre, 1914-1945, Hachette, 1974, en collaboration avec Michel Launay.
- Saint-Denis la ville rouge (1890-1939), Hachette, Paris, 1980.
- Un demi-siècle d’action municipale à Saint-Denis la Rouge. 1890-1939, Ed. Cujas, 1981.
- Jacques Doriot : du communisme au fascisme, Paris, Balland, 1986, 562 p. (ISBN 2-7158-0561-6, présentation en ligne), [présentation en ligne].
- Histoire du Parti communiste français, PUF, Paris, coll. "Que sais-je ?", 1986.
- Histoire du socialisme en France, PUF, Paris, coll. "Que sais-je ?", 1989.
- La police de l'ombre : indicateurs et provocateurs dans la France contemporaine, Paris, Éditions du Seuil, 1990, 347 p. (ISBN 2-02-012497-1, présentation en ligne), [présentation en ligne], [présentation en ligne].
- Histoire du Front populaire (1934-1938), PUF, Paris, coll. "Que sais-je ?", 1991.

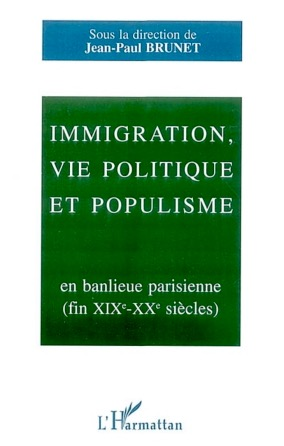

- Immigration, vie politique et populisme en banlieue parisienne (fin XIXe – XXe siècles), sous la direction de J.P. Brunet, l'Harmattan, 1995.
- Gaston Monnerville : le Républicain qui défia de Gaulle, Paris, Albin Michel, 1997, 332 p. (ISBN 2-226-09397-4, présentation en ligne). Nouvelle édition : Gaston Monnerville (1897-1991). Un destin d’exception, Ibis Rouge Éditions, 2013.
- Police contre FLN : le drame d'octobre 1961, Paris, Flammarion, 1999, 345 p. (ISBN 2-08-067691-1, présentation en ligne), [présentation en ligne].
- Charonne : Lumières sur une tragédie, Paris, Flammarion, 2003, 336 p. (ISBN 2-08-068341-1, présentation en ligne), [présentation en ligne], [présentation en ligne], [présentation en ligne], [présentation en ligne].
- Les conseillers municipaux des villes de France au XXe siècle, sous la direction de J.P. Brunet, Presses universitaires de Bordeaux, 2007.